# Demography
Demography – recenzowany periodyk naukowy zawierający artykuły z dziedziny demografii. Ukazuje się od 1964 roku. Jest wiodącym czasopismem w swojej dziedzinie i sztandarowym periodykiem Population Association of America.
„Demography” jest dwumiesięcznikiem. Czasopismo publikuje prace oryginalne naukowców będących specjalistami w takich dziedzinach nauki jak: antropologia, biologia, geografia, psychologia, historia, ekonomia, zdrowie publiczne, socjologia czy statystyka. Na jego łamach ukazują się artykuły dotyczące kwestii demograficznych z całego świata. Periodyk zawiera badania, których zakres czasowy jest szeroki, obejmuje całe stulecia w przeszłości, przez teraźniejszość, do przyszłości. Czasopismo prezentuje różnorodne podejścia metodologiczne do badań demograficznych.
W 2013 roku spośród 423 przesłanych do redakcji manuskryptów do publikacji na łamach periodyku zaakceptowano 7% z nich. „Demography” jest najczęściej cytowanym czasopismem w swojej dziedzinie. W 2014 roku periodyk został zacytowany 4972 razy, a jego impact factor za ten rok wyniósł 2,616, co uplasowało go na 1. miejscu spośród 25 czasopism w kategorii „demografia”. Na polskiej liście czasopism punktowanych przez Ministerstwo Nauki i Szkolnictwa Wyższego z 2015 roku ma maksymalną liczbę punktów  – 50.
Indeksowanie czasopisma oraz abstrakty jego artykułów znajdują się w następujących bazach: SpringerLink, Social Science Citation Index, Journal Citation Reports/Social Sciences Edition, PubMed/Medline, SCOPUS, EMBASE, EconLit, Google Scholar, EBSCO, CSA, ProQuest, CAB International, Academic OneFile, Academic Search, AgeLine, AB Abstracts, Corporate ResourceNet, CSA Environmental Sciences, Current Contents/Social & Behavioral Sciences, Expanded Academic, Global Health, International Bibliography of Book Reviews (IBR), International Bibliography of Periodical Literature (IBZ), International Bibliography of the Social Sciences (IBSS), International Medieval Bibliography, JSTOR, OCLC, OmniFile, Research Papers in Economics (RePEc), Review of Population Reviews, SCImago, Summon.